# ماساكي سودا
ماساكي سودا (باليابانية: 菅田将暉) هو ممثل ياباني، ولد في 21 فبراير 1993 بمينوه في اليابان.

## وصلات خارجية
- ماساكي سودا على موقع IMDb (الإنجليزية)
- ماساكي سودا على موقع روتن توميتوز (الإنجليزية)
- ماساكي سودا على موقع ميوزك برينز (الإنجليزية)
- ماساكي سودا على موقع أول موفي (الإنجليزية)
- ماساكي سودا على موقع أول ميوزيك (الإنجليزية)
- ماساكي سودا على موقع ديسكوغز (الإنجليزية)
- ماساكي سودا على موقع قاعدة بيانات الفيلم (الإنجليزية)
- ماساكي سودا على موقع ANN person (الإنجليزية)